# Cécile Fatiman
Cécile Fatiman, née Cécile Attiman Coidavid (1771-1883) est une personnalité de la révolution haïtienne et une princesse d'Haïti, qui participa à la cérémonie du Bois-Caïman en 1791, événement déclencheur de la révolte des esclaves.
Révolutionnaire, elle se mêle à la politique, assiste à l'indépendance d'Haïti et à l'avènement de Jean-Jacques Dessalines en 1804. En tant que sœur aînée de Marie-Louise Coidavid, épouse de Henri Christophe, proclamé roi sous le nom d'Henri Ier, Cécile Fatiman est faite « princesse » à l'époque du Royaume d'Haïti (1811-1820). 
Mariée au prince Jean-Louis Pierrot, président de la République d'Haïti, elle fut ainsi première dame d'Haïti de 1845 à 1846.

## Biographie

### Famille
Cécile Fatiman est née d'une mère esclave et d'un père colon originaire de Corse. 
Les dernières recherches sur l'origine de Cécile Fatiman ont révélé que son père, réputé être un prince corse, fut susceptible d'être le petit-fils de Théodore de Neuhoff ou Théodore I, l'unique Roi de Corse. Son nom de famille Fatiman a vraisemblablement été Attiman, un second prénom, donné après Gregorio Attiman, de Livourne en Italie, qui fut page, de Théodore Neuhoff lors de sa conquête du trône de Corse en avril 1736. Ainsi son nom complet fut Cécile Attiman Coidavid. Car elle était la fille de Célestina Coidavid, et ainsi la sœur aînée de Marie-Louise Coidavid, future Reine d'Haïti de 1811 à 1820.

### La Révolution
Cécile Fatiman participa à la cérémonie de Bois-Caïman, au cours de laquelle, les principales figures de la Révolution haïtienne, tous en marronnage et fils de "Lafrik Guinen" étaient réunis pour définir une stratégie afin de sortir le pays du joug de l'esclavage. À la fin de cette cérémonie nocturne, officiée par le prêtre vaudou Dutty Boukman et la prêtresse Mambo Cécile Fatiman, celle-ci, vêtue d'une tunique blanche, plongea le couteau sacré dans les entrailles d'un cochon noir. Puis les participants burent le sang de l'animal pour devenir invincibles mais aussi pour sceller et sacraliser le lien qui les unit à partir de ce rassemblement.

### Fin de vie
Par la suite, Cécile Fatiman épousa le général haïtien Jean-Louis Pierrot, futur président de la République d'Haïti. Elle aurait vécu jusqu'à l'âge de 112 ans dans la ville de Cap-Haïtien.
Cécile Fatiman est considérée comme l'une des quatre héroïnes les plus symboliques de l'indépendance d'Haïti, aux côtés de Sanité Belair, Catherine Flon et Dédée Bazile.